# Dundret Runt
Dundret Runt är ett motionslopp på skidor som går av stapeln varje år i slutet av mars. Spåren är 3 och 5 mil långa och går runt berget Dundret i Gällivare.
Dundret Runt firade 2004 40 år och är ett av de största motionsloppen i Sverige med över 500 åkare per år. Sponsor är NSD och Friluftsfrämjandet där Anders Holmberg (–2008), tidigare marknadschef för NSD varit den mest engagerade personen. 2003 vann i herrklassen Daniel Richardsson och i damklassen Charlotte Kalla.